# Sylvester Dénes
Sylvester Dénes ( Komolló, 1796 – 1851. január 27.) tanár, a székelyudvarhelyi Református Kollégium első rektora.

## Élete
Székelyudvarhelyen folytatott tanulmányokat a református kollégium bentlakó diákjaként, 1823-ban kitűnő eredménnyel tett záróvizsgát. Később a királyi táblán végzett jogi tanulmányai is igen eredményesek voltak. 1830-ban az udvarhelyi református kollégiumban kapott állást, de előbb lehetőséget biztosítottak számára, hogy 1830-1832 közt a bécsi és a pesti egyetem jogtudományi fakultásain szerezzen tapasztalatokat. 1832-ben már jogtanár Székelyudvarhelyen, jogtanári székét beköszöntő előadással foglalta el, már a következő évben ő lett a református kollégium első rektora (1833-1836), Sylvester Dénes rektori tevékenysége idején vette kezdetét a felsőoktatás Székelyudvarhelyen. A rektori megbízás lejárta után a kollégium rendes tanáraként (1837-1851) működött haláláig. Az emlékezet szakmai érdemei mellett pedagógusi tevékenységét is nagyra értékeli. Arcképét Barabás Miklós festette meg emlékezetből, 1886-ban.

## Emlékezete
- Sylvester Dénes Egyesület. Alapítva 2012. március 8.